# Coulisselandschap

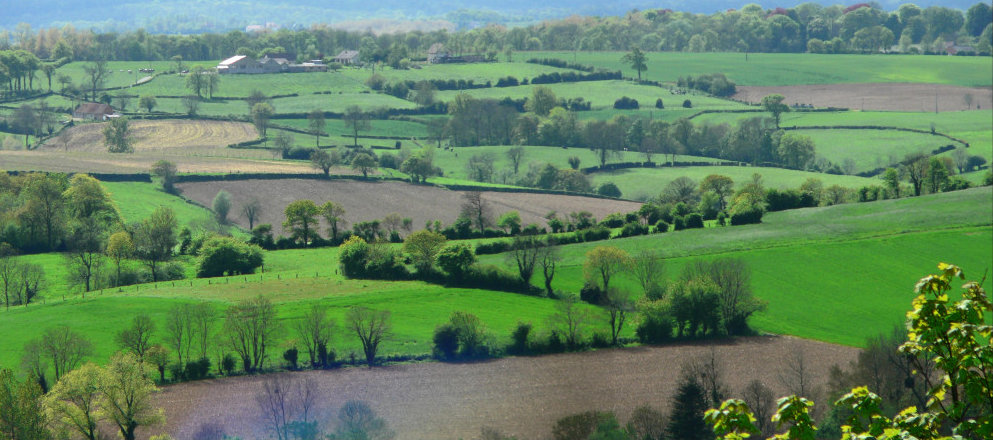
Coulisselandschap van de Boulonnais in het noorden van Frankrijk

Coulisselandschap in Twente

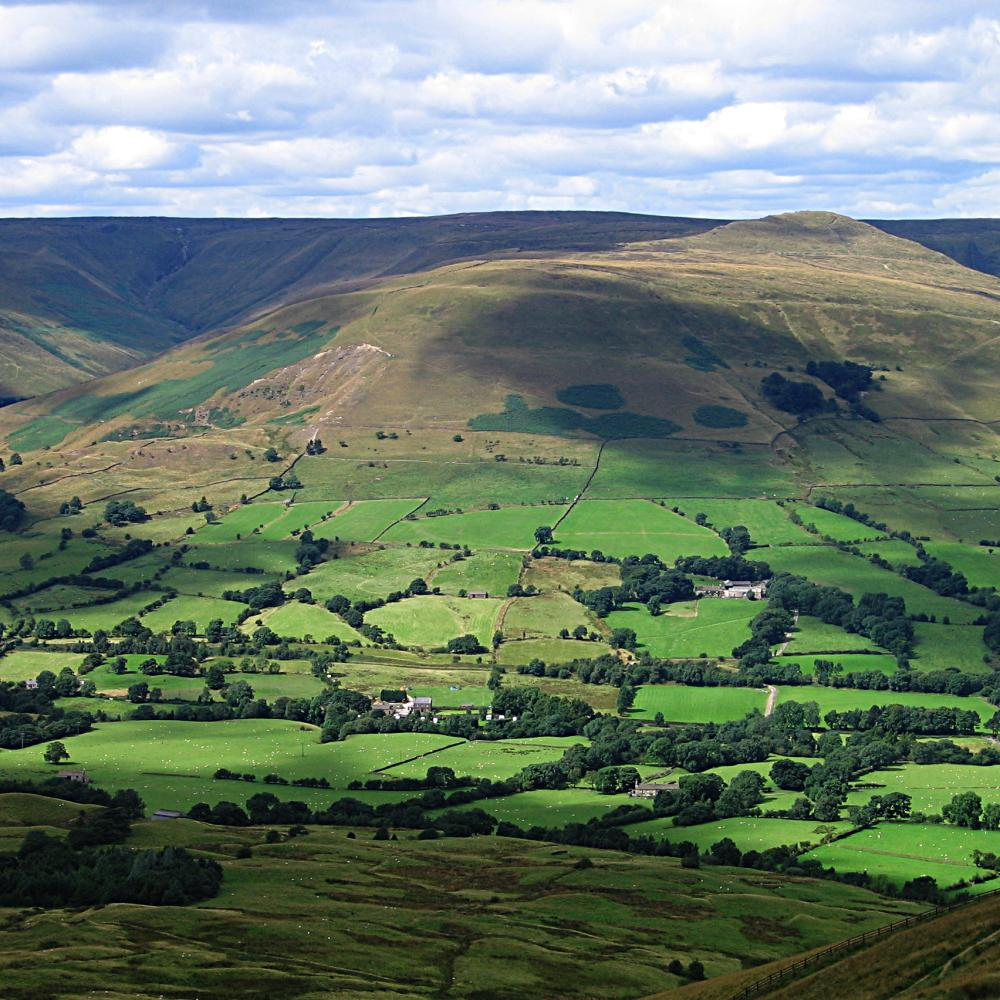
Coulisselandschap in de Edale-vallei in het Engelse Peak District

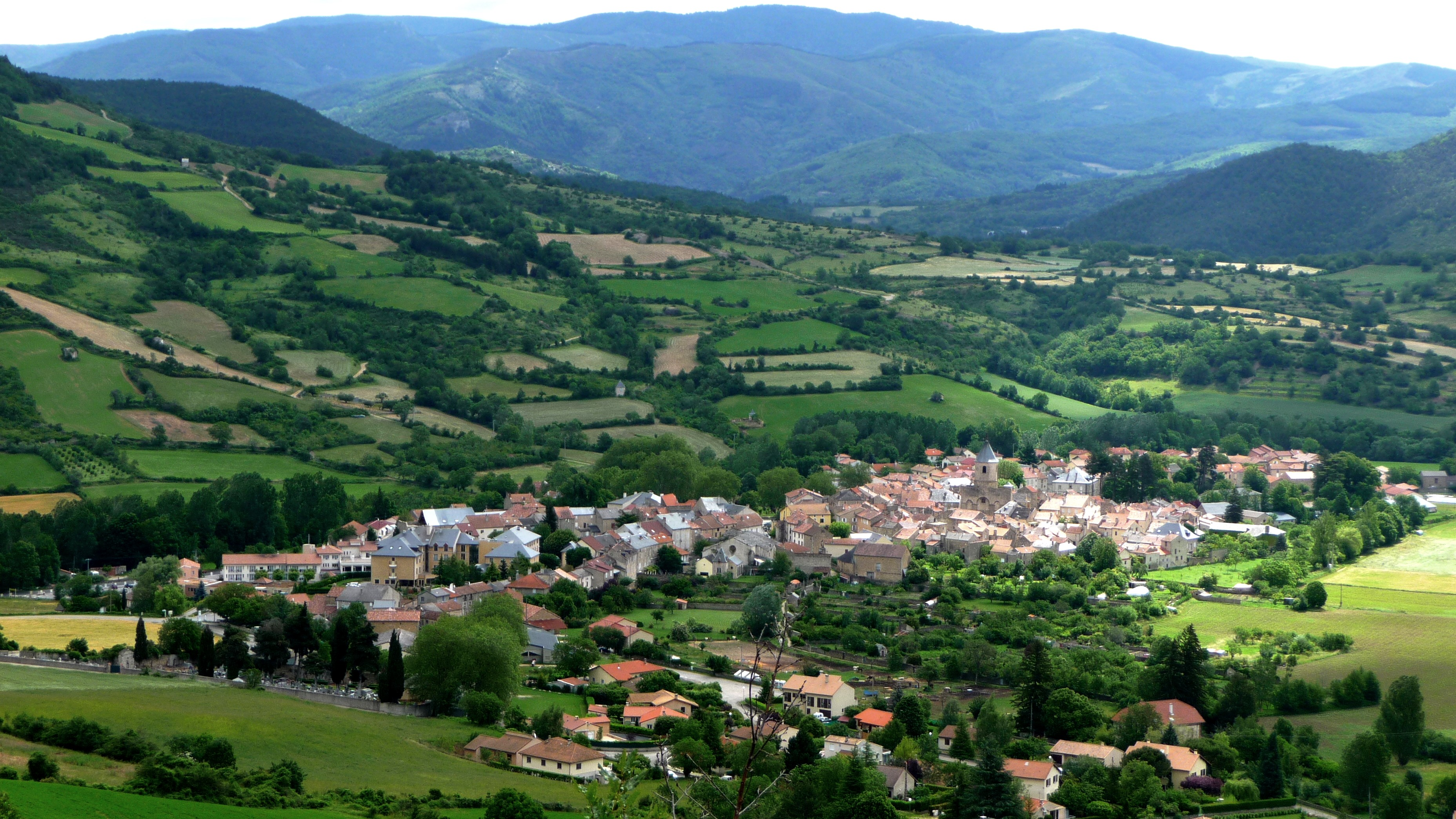
Bocagestructuur in Aveyron in het Centraal Massief, Frankrijk

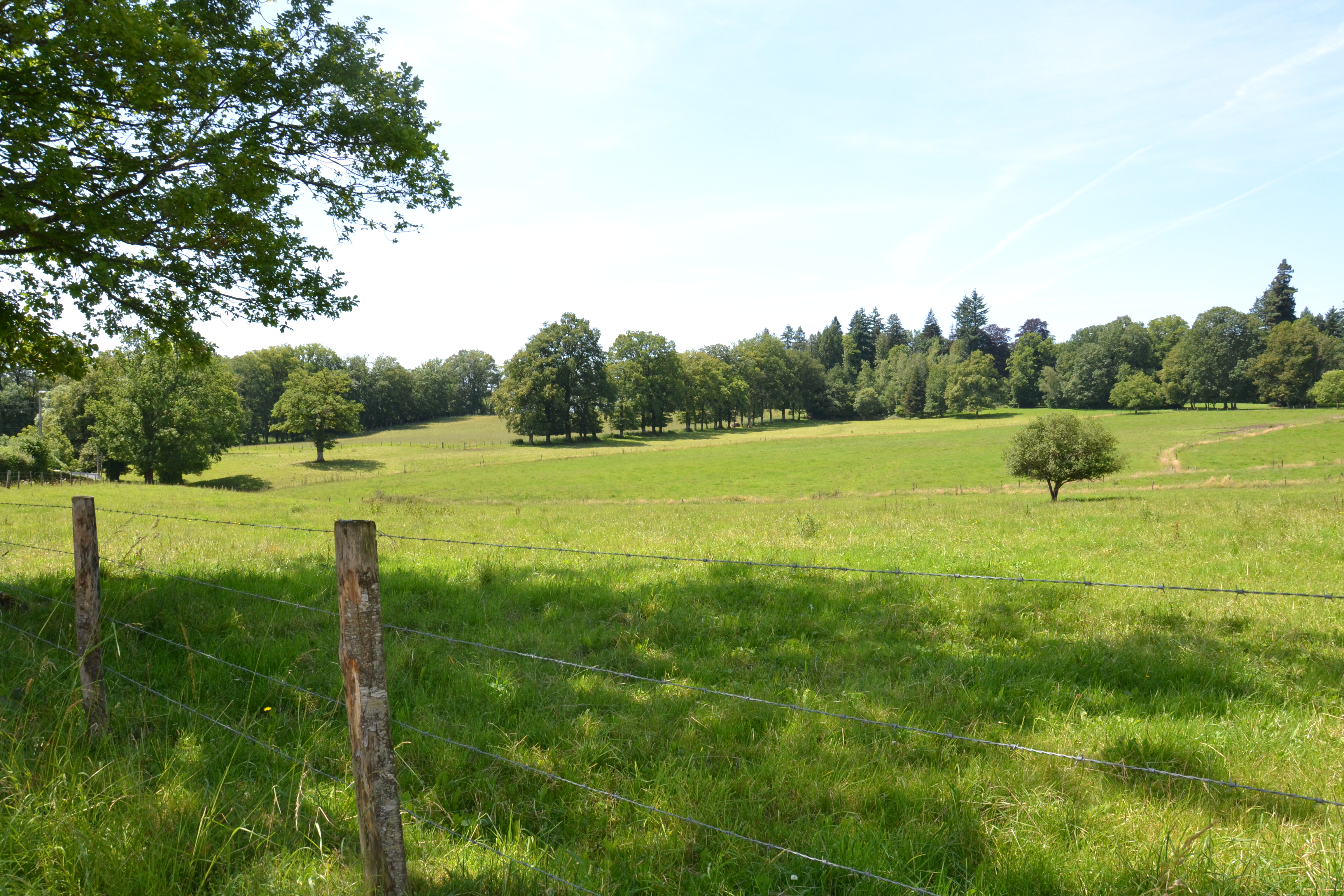
Open 'semi-bocage' in de Limousin, Frankrijk

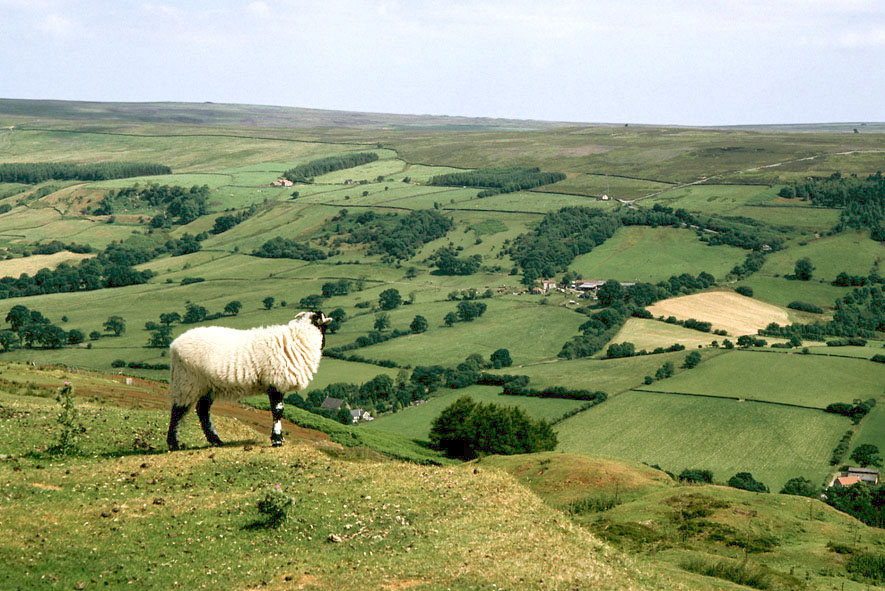
Gedegradeerd oud coulisselandschap in Engeland. Veel hagen zijn beschadigd of verwijderd door industriële landbouwmachines.

Een coulisse(n)landschap of bocagelandschap is een halfopen landschap  dat wordt gekenmerkt door een lapjesdeken van kleine onregelmatige percelen die worden afgeschermd door heggen, houtwallen of muurtjes. 
Door de beplanting en bebouwing heeft dergelijk landschap het karakter van een toneel met coulissen, vandaar de benaming "coulisselandschap". Tijdens een gang door een coulisselandschap ziet men hierachter landschapselementen verdwijnen en even later weer verschijnen.

## Ecologische betekenis
Het coulisselandschap is door zijn kleinschaligheid en de aanwezigheid van hagen en houtwallen van groot belang voor de lokale en regionale flora en fauna. Heggen en houtwallen fungeren als broedplaatsen voor de lokale fauna en hun netwerk als ecologische verbindingszones. Meidoorn, sleedoorn, olmen en eiken zijn typerend voor de hagen en houtwallen.
De heggen en houtwallen zijn ook bepalend voor het microklimaat in het coulisselandschap. Ze fungeren als windbrekers en ze beschermen de percelen tegen bodemerosie met name in heuvelachtige gebieden. Doordat zon en schaduw variëren met de plaats van de hagen en houtwallen ontstaan ideale omstandigheden voor vogels, amfibieën, vlinders etc.

## Verspreidingsgebied
West-Europa kent een grote verscheidenheid aan coulisselandschappen. Op basis van de classificatie die Meeus en Wijermans (1991) maakten van de cultuurhistorische landschappen in Europa wordt een onderscheid gemaakt tussen ‘Atlantische bocage’, ‘Atlantische semi-bocage’ en 'Mediterrane semi-bocage’.
De ‘Atlantische bocage’ wordt aangetroffen in grote delen van:
- West-Frankrijk (Bretagne, Normandië, Vimeu, Maine en de Vendée)
- Noord-Frankrijk (Avesnois en Boulonnais)
- In België, waar het 'hagenlandschap' al door Julius Caesar werd opgemerkt tijdens zijn oorlog tegen de Belgen. Het Hageland draagt nog steeds een naam die hiernaar verwijst. Het best bewaarde Belgische bocagelandschap vindt men in het Land van Herve, tussen Vesder en Maas.[bron?] Sinds 2023 bestaat er ook officieel een Landschapspark Grenzeloos bocagelandschap in de Voerstreek.
- Zuid-Engeland (onder andere in Devon). Het Engelse bocagelandschap is voornamelijk een gevolg van de politiek van enclosures.

Kenmerkend voor de ‘Atlantische bocage’ is de aanwezigheid van een onregelmatige blokverkaveling met lage heggen, houtwallen of muurtjes op glooiende hellingen. De boerderijen liggen verspreid in het landschap. De dichtheid van het landelijk wegennet is groot.
De ‘Atlantische semi-bocage’ vinden we onder andere in:
- Noordwest Spanje (Galicië)
- Centraal Frankrijk in delen van Berry, Creuse, de Morvan en het Centraal Massief

Ook de ‘Atlantische semi-bocage’ kent een onregelmatige blokverkaveling. De kavels worden begrensd door lage heggen en/of muurtjes. Door het reliëf is het wegennetwerk minder dicht dan bij de ‘Atlantische bocage’. Verspreid in het gebied liggen kleine bospercelen.
De ‘Mediterrane semi-bocage’ vinden we in delen van Noord-Spanje, Zuidoost-Frankrijk en Italië.
Het landschap is geaccidenteerd (heuvels en middelgebergte) met vaak extensief gebruikte weidegronden. Soms zijn er hagen, soms muurtjes of bomen op de kavelgrenzen. De bewoners leven in kleine dorpen.

## Etymologie
bocageHet woord bocage stamt van het Latijnse boscus. In het oud-Frans werd dit bosc, later bois of bosquet. De oude term boscage of bocage werd in de 12e eeuw wel gebruikt als aanduiding voor een klein bos, later ook als aanduiding voor een ruig stuk land. De huidige betekenis kwam in gebruik in de periode 1960-1980, vooral in het wetenschappelijk werk van geografen.
coulisseDe term coulisselandschap stamt van de coulisse die in theaterdecors worden gebruikt. De overlappende delen van het landschap veroorzaken een dieptewerking, die in de schilderkunst en architectuur wordt aangeduid met coulissewerking.

## Geschiedenis
De ontwikkeling van het coulisselandschap kent een lange geschiedenis. De ontwikkeling is in veel gebieden niet lineair. Eenmaal gevormde besloten landschappen kunnen namelijk na verloop van tijd toch weer een open karakter krijgen. Door het in bezit nemen van oorspronkelijk gemeenschappelijk beheerde velden of woeste gronden en het afbakenen van het particuliere bezit door heggen, aarden wallen of muurtjes ontstond een visueel besloten landschap. In sommige gebieden begint de ontwikkeling al in de pre-Romeinse periode, zoals bijvoorbeeld in het land van de Nerviërs tussen Maas en Schelde. In andere gebieden begint het in de late middeleeuwen bij de omschakeling van akkerbouw naar schapenhouderij, zoals bij de ontwikkeling van de zogenaamde enclosures in Zuid-Engeland. De verscheidenheid aan hypothesen over de chronologie van de ontwikkeling van bocages hangt samen met de specifieke omstandigheden van een bepaald gebied.
Het coulisselandschap is in de 20e eeuw sterk in omvang achteruit gegaan. Ruilverkavelingen en mechanisatie in de landbouw hebben geleid tot het verdwijnen van hagen, houtwallen en bomenrijen. Het gebruik van pesticiden en het voorkomen van plantenziektes zorgden voor een aanzienlijke reductie van het aantal kilometers natuurlijke perceelscheidingen. De iepenziekte deed de olm zo goed als verdwijnen. Veel hagen werden gerooid bij de bestrijding van bacterievuur in de meidoorn. De meidoorn is namelijk een waardplant voor deze plantenziekte.

## Voorbeelden

### België
- Haspengouw en de Voerstreek in Belgisch Limburg
- Hageland in Oost-Brabant, België

### Nederland
- Friese Wouden
- Twente
- Gelderse Vallei
- Salland
- Achterhoek
- Het Groene Woud in Noord-Brabant
- Mergelland in Nederlands Limburg
- Westerwolde in Groningen
- het heggengebied bij Nisse in  Zeeland
- het zuidelijk Westerkwartier in Groningen

### Elders
- delen van Normandië
- De Cotswolds in Engeland